# Samuel Marsden Brookes
Pour les articles homonymes, voir Marsden et Brookes.
Samuel Marsden Brookes, né le 8 mars 1816 à Newington Green dans le comté du Middlesex en Angleterre et décédé le 31 janvier 1892 à San Francisco dans l'État de la Californie aux États-Unis, est un peintre américain d'origine anglaise. Peintre autodidacte et itinérant à ses débuts, il s'installe à Milwaukee dans l'État du Wisconsin au milieu des années 1840 et devient un important peintre portraitiste et historique, connu notamment pour sa collaboration avec le peintre Thomas H. Stevenson et la Wisconsin Historical Society. En 1862, il déménage à San Francisco dans l'État de la Californie où il devient une importante figure de la vie artistique locale. Ami des peintres Gideon Jacques Denny et Edwin Deakin, il s'illustre alors notamment dans la réalisation de natures mortes.

## Biographie
Samuel Marsden Brookes naît à Newington Green dans le comté du Middlesex en Angleterre en 1816 dans une riche famille d'origine néerlandaise. Son père, botaniste, dirige une importante pépinière spécialisée dans les plantes exotiques à Londres. En 1833, il émigre avec sa famille aux États-Unis et arrive dans la ville de Chicago, alors en pleine croissance. Intéressé par l'art, il commence à peindre des miniatures et étudie auprès du peintre James Bowman, malgré le désaccord de son père. En 1841, il devient un peintre itinérant. Il séjourne dans les États de l'Illinois et du Wisconsin, où il épouse Julia Jones qu'il a rencontré à Milwaukee. En 1845, ayant suffisamment économisé pour, il part pour l'Angleterre et la ville de Londres, où il se forme en étudiant et copiant les toiles des Vieux Maîtres exposées dans les galeries londoniennes. Alors qu'il souhaite ensuite découvrir la ville de Rome et l'Italie, il rentre aux États-Unis à la demande de sa famille au bout d'un an.
Il s'établit à proximité de la ville de Milwaukee et travaille comme peintre, se spécialisant notamment dans la réalisation de portrait. En 1851, il reçoit le jeune Gideon Jacques Denny et le prend comme élève. En 1855, il noue un partenariat avec le peintre Thomas H. Stevenson. Le duo obtient notamment une commande de la Wisconsin Historical Society pour peindre une importante série de portraits de personnalités locales et une série de trois tableaux représentant la guerre de Black Hawk, comprenant la bataille de Wisconsin Heights, la bataille de Bad Axe et la bataille de Pecatonica (en), et une commande d'une série de dix tableaux de la Fox-Wisconsin River Improvement Company afin d'illustrer les voies fluviales de la région dans un but publicitaire, série qui comprend notamment des représentations de la voie navigable Fox-Wisconsin. Durant cette période, il réalise notamment le portrait des fondateurs de la ville de Milwaukee Byron Kilbourn et Salomon Juneau, du général Ebenezer Brigham (en), des hommes politiques Henry S. Baird, John Catlin (en), Montgomery Morrison Cothren (en), Mason C. Darling (en), Morgan Lewis Martin (en), John H. Rountree (en), Abram D. Smith (en), William Rudolph Smith (en) et Levi Sterling (en) du scientifique et écrivain Increase A. Lapham (en) et des hommes d'affaires John Penn Arndt (en), Augustin Grignon (en), James Henry Lockwood (en) et Alanson Sweet (en), ainsi que des portraits de personnalités amérindiennes importantes de l'époque, comme le chef des Onneiouts Daniel Bread (en) ou le chef des Menominee Oshkosh (en). En 1857, Denny retourne à San Francisco. En 1858, il cesse son partenariat avec Stevenson. Il commence alors à peindre des natures mortes. En 1862, Denny convainc Brookes de le rejoindre en Californie. 
Il s'installe dans le quartier de Mission District dans la ville de San Francisco. Il délaisse alors le portrait pour la nature morte, avec une prédilection pour la représentation de fruits et de poissons, comme la truite arc-en-ciel, l'omble de fontaine, la perchaude, l'éperlan, le vivaneau, le maquereau ou le poulamon, qu'il pêche lui-même la plupart du temps. Il peint également des paysages, comme le mont Saint Helens ou les missions espagnoles de la région, et des marines. Il s'illustre également dans la peinture animalière, peignant notamment un tigre visible au Woodward's Gardens (en) en 1873 ou le Colin de Californie, l'un des oiseaux emblématique de la région. 
À San Francisco, il s'installe d'abord dans le studio de Denny, puis partage ensuite le studio du peintre Edwin Deakin, qui réalise son portrait en 1876. En 1865, il participe à la fondation du California Art Union. Il rejoint ensuite la San Francisco Art Association (en), où il exerce la fonction de vice-président. En 1872, il participe à la fondation du Bohemian Club et expose ces œuvres à l'exposition universelle de 1876 de Philadelphie. Sur place, il travaille comme professeur, ayant notamment pour élève le peintre William Keith. Il vend également quelques tableaux au riche homme d'affaires Edwin B. Crocker, futur fondateur du Crocker Art Museum, et à Mary Hopkins Searles (en), veuve du millionnaire Mark Hopkins et à l'origine du Mark Hopkins Institute of Art, aujourd'hui connu sous le nom de San Francisco Art Institute. 
Il meurt en 1892 à San Francisco. Lors du séisme de 1906 à San Francisco, le Mark Hopkins Institute of Art est détruit, tout comme une partie des œuvres de Brookes qu'il contenait.
Ces œuvres sont notamment visibles ou conservées au Crocker Art Museum de Sacramento, à l'Oakland Museum of California d'Oakland, au San Francisco De Young Museum, à la California Historical Society (en) et à la Society of California Pioneers (en) de San Francisco, au Lyman Allyn Art Museum (en) de New London, au Hood Museum of Art d'Hanover, à la Wisconsin Historical Society de Madison, au Neville Public Museum of Brown County (en) de Green Bay, à la National Gallery of Art de Washington et au Brooklyn Museum de New York.

## Œuvres

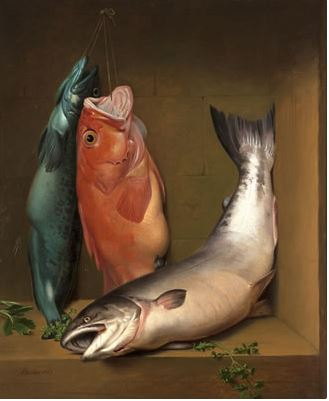
Still-life with Ling Cod, Red Vermilion and Salmon, sans date
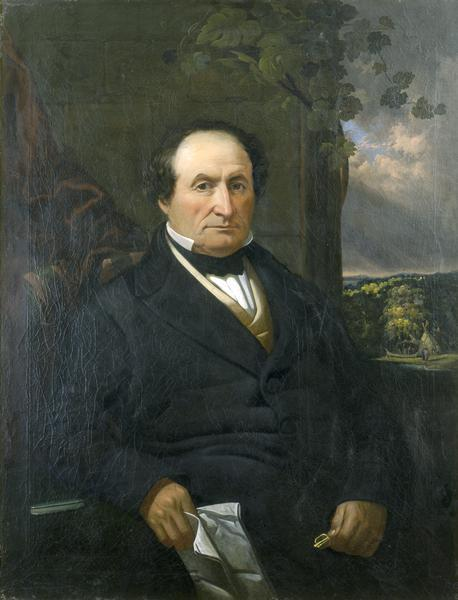
Salomon Juneau, 1856, Wisconsin Historical Society
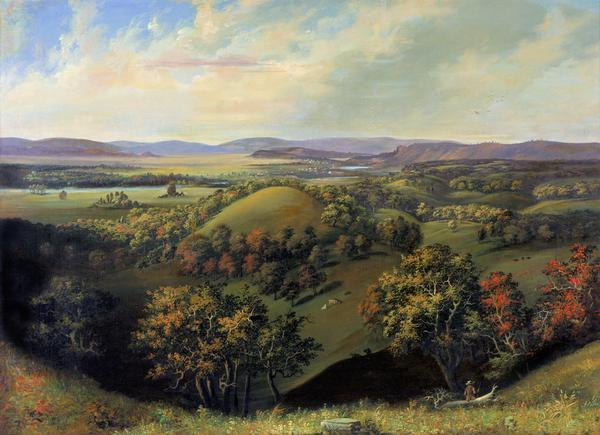
Wisconsin Heights Battlefield, 1856, Wisconsin Historical Society
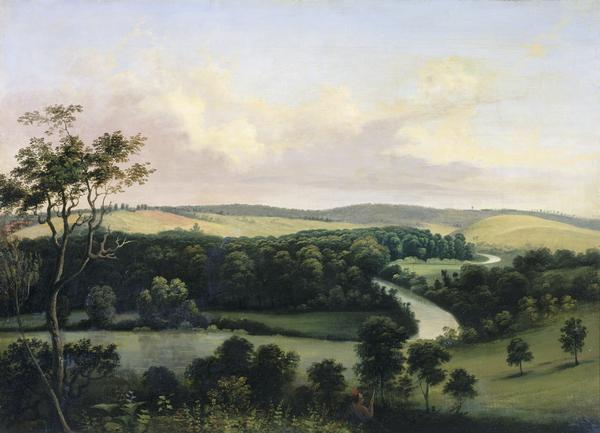
Pecatonica Battleground, 1857, Wisconsin Historical Society
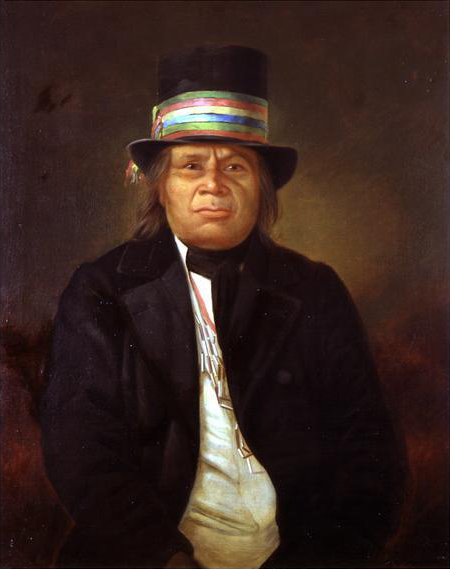
Cief Oshkosh, 1858, Wisconsin Historical Society
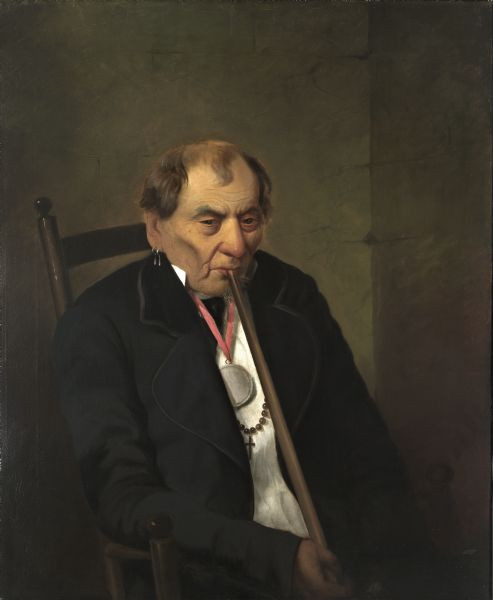
Iometah, 1858, Wisconsin Historical Society
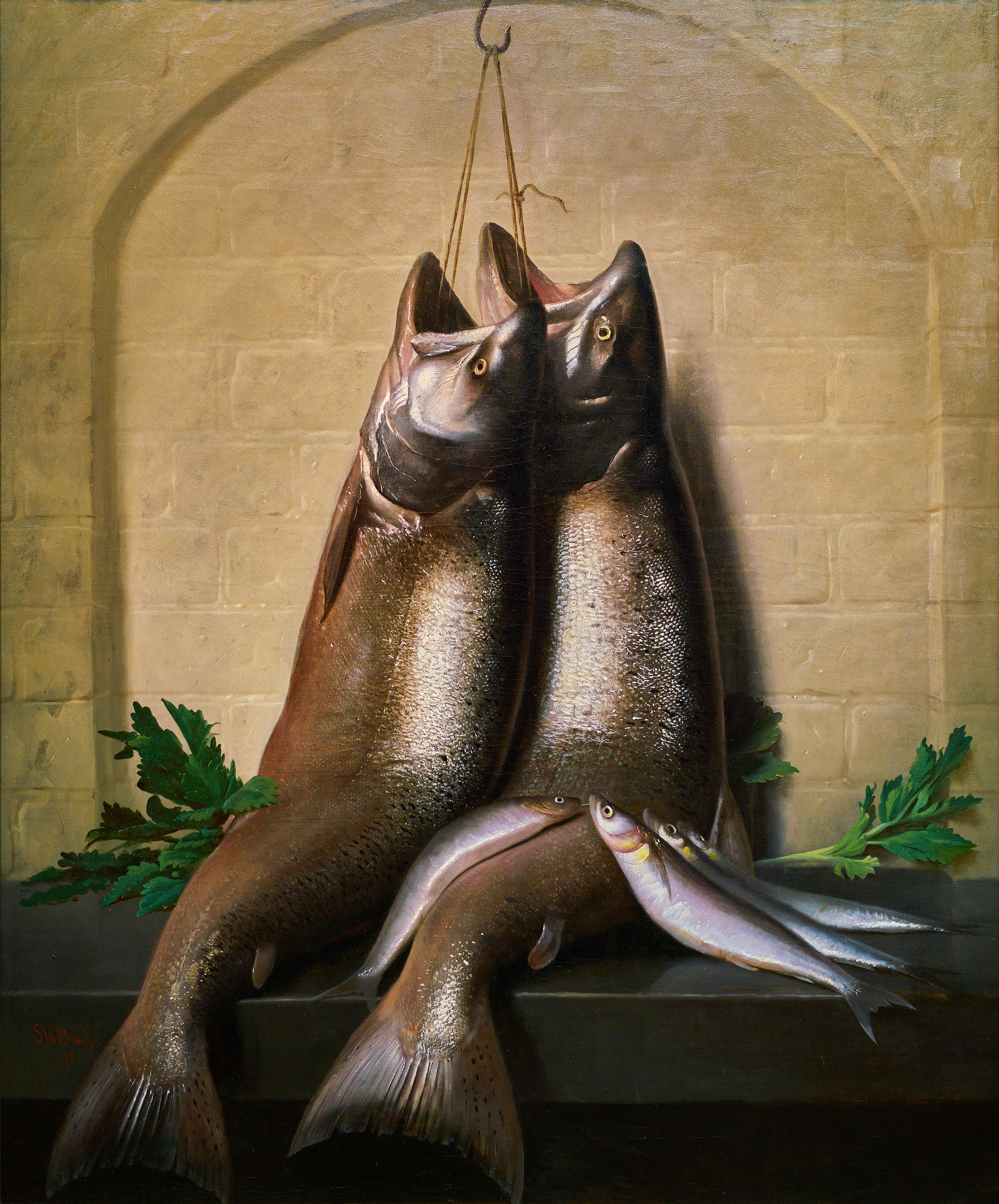
Salmon Trout and Smelt, 1873, San Francisco De Young Museum
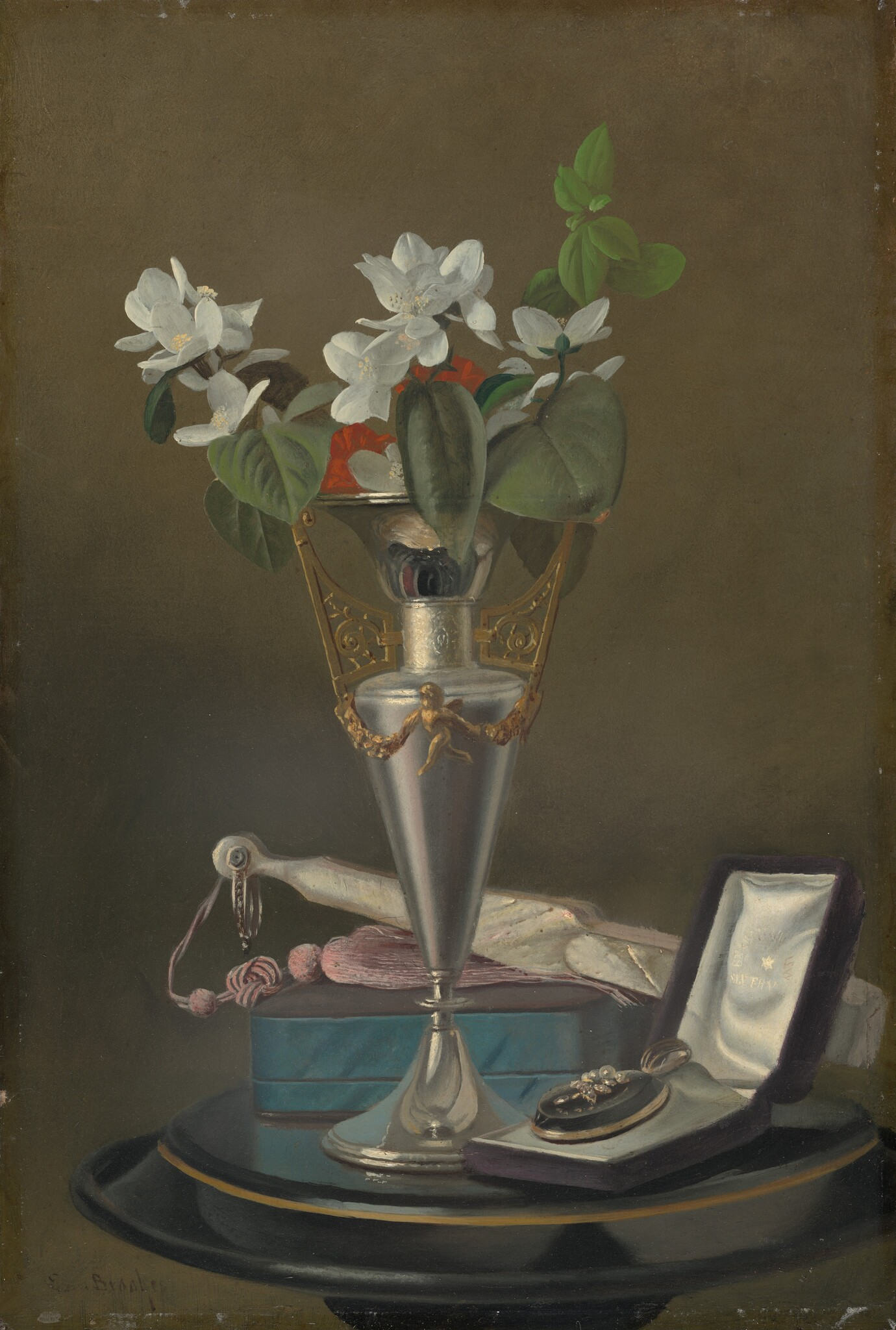
Still Life with Fan and Pendant, sans date, National Gallery of Art
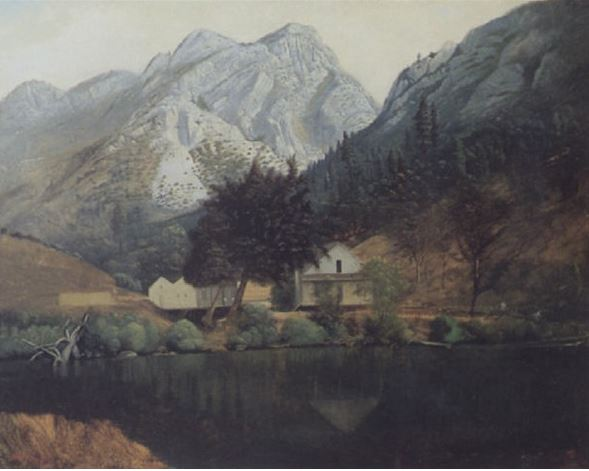
Mount Saint Helena, sans date
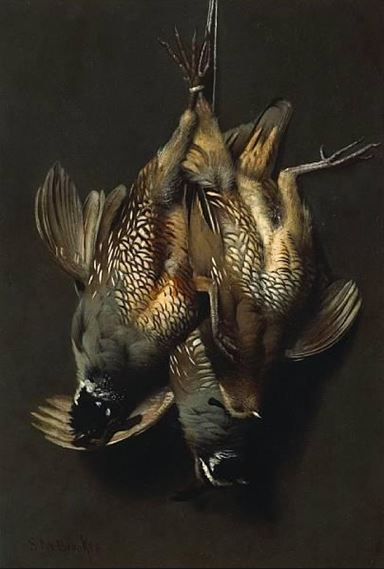
Quail, sans date
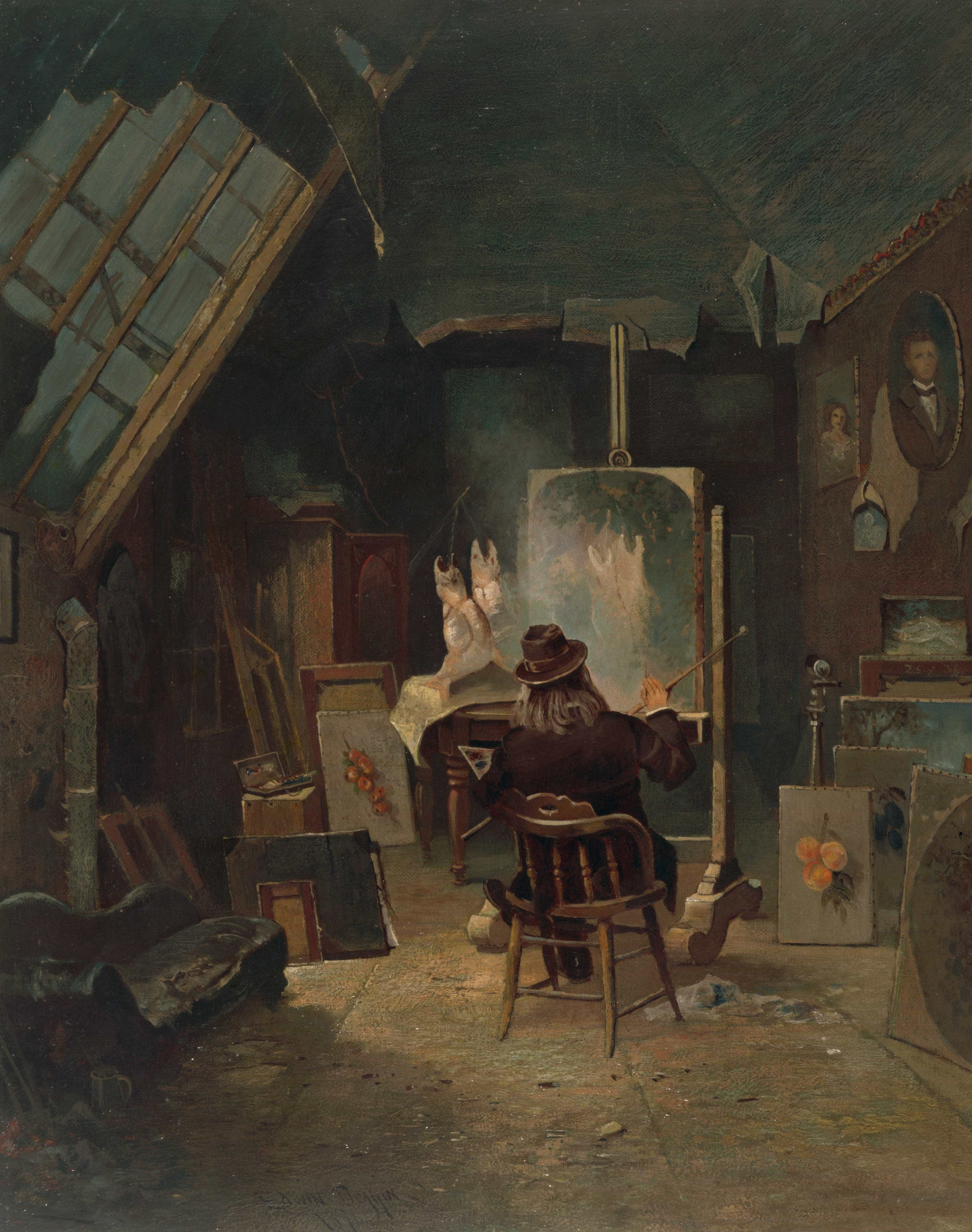
Edwin Deakin : Samuel Marsden Brookes in his Studio, 1876, Musée des Beaux-Arts de San Francisco